# 邱幸儀
邱幸儀（1984年7月19日—）為台灣的客語流行音樂創作歌手，屏東萬巒客家人。
邱幸儀十一歲時隨父母移民紐西蘭。2004年以《月光光 （页面存档备份，存于）》一曲獲得高雄市第一屆客家流行歌曲創作比賽亞軍、網路票選最佳人氣獎。2005年以《改變》獲得客家委員會母語原創音樂大獎季軍。2006年演唱客家電視台《戀戀舊山線》電視劇之主題曲《不再想念》。
2015年，邱幸儀以專輯《時間的痕》同時入圍金曲獎的最佳客語專輯獎與最佳客語歌手獎。

## 外部連結
- 邱幸儀Sincoㄟ官方粉絲專頁 Facebook